# Technorati
Technorati war ein US-amerikanisches Internet-Unternehmen mit Stammsitz in San Francisco, das im November 2002 von David L. Sifry gegründet wurde. Hauptprodukte des Unternehmens waren zunächst eine Websuchmaschine speziell für Blogs und ab 2014 eine Online-Marketing-Plattform, über die Werbeinhalte bei teilnehmenden Websites und Blogs ausgeliefert werden konnten, vergleichbar mit Google AdSense.
Im Februar 2016 wurde Technorati für 3 Millionen US-Dollar von der Firma Synacor übernommen.

## Geschäftsmodell
Bis Mai 2014 betrieb Technorati hauptsächlich eine Echtzeit-Websuchmaschine für Blogs. Mitte Februar 2008 waren etwa 112,8 Millionen Blogs und 2 Milliarden Links indexiert.
Die Relevanz einer Seite wird durch die Anzahl an Links bestimmt, die auf diese verweisen. Für die Relevanzabschätzung von Blogs spielt die Gewichtung der Hyperlinks eine besondere Rolle, da viele Blogs davon leben, andere Webseiten zu kommentieren. Das machte sich Technorati zunutze und stufte oft erwähnte Seiten höher ein als weniger häufig kommentierte. Um über den neuesten Stand der indizierten Webseiten informiert zu sein, war es bei Technorati möglich, nach dem Webalert-Prinzip durch einen Blogping den Suchmaschinenbetreiber über eine Änderung in einem Blog zu informieren.
Technorati benutzte und unterstützte Open-Source-Software und hatte eine aktive Entwickler-Community. Es gab ein öffentliches Entwickler-Wiki, in dem Entwickler und weitere Mitwirkende zusammenarbeiteten.
Am 28. Mai 2014 kündigte Technorati auf seiner Website an, dass fortan der Fokus des Unternehmens auf der Werbe-Plattform liegen werde.